# Gilbert Gottfried
Gilbert Jeremy Gottfried (født 28. februar 1955, død 12. april 2022) var en amerikansk standupkomiker, skuespiller og tegnefilmsdubber, som bl.a. lagde stemme til Jago fra Aladdin og Mr. Mxyzptlk fra Superman: The Animated Series.

## Udvalgt filmografi
- Saturday Night Live (sketch show): Forskellige sketches (1980–1981)
- Frækkere end politiet tillader 2: Sidney Bernstein (1987)
- Aladdin: Jago (stemme) (1992)
- Highway to Hell: Hitler (1992)
- Bonkers: Two-Bits (1993–1995)
- Jafar vender tilbage: Jago (stemme) (1994)
- Tommelise: Berkeley Beetle (stemme) (1994)
- Ren og Stimpy (TV-serie): Jerry the Bellybutton Elf / Porkchop Monster (stemme) (1994)
- Duckman: (tilbagevendende rolle) Art DeSalvo (1994–1997)
- The Cosby Show patient (1987))
- CSI: Crime Scene Investigation – Sæson 3, afsnittet: Last Laugh:Comic (2003)
- The Aristocrats: Sig selv (2005)
- The Tonight Show with Jay Leno: Forskellige sketches
- Family Guy: Peters hest (stemme)
- Kejserens nye skole, et afsnit: Trylledrik (2007)
- 'Til Death: Tommy (gæsteoptræden (2010)
- The Comedy Central Roast: Donald Trump (2011)